# Помазанов Олександр Сергійович
Олександр Сергійович Помазанов (нар. 1 червня 1980) — український футболіст, що грав на позиції нападника. Відомий за виступами у складі команд першої та другої ліг. Після 2014 року грав у командах так званої ЛНР.

## Клубна кар'єра
Олександр Помазанов розпочав виступи на футбольних полях у складі аматорської команди «Зірка» зі Сміли. У 1998 році футболіст перейшов до складу команди другої ліги «Авангард» з Ровеньків, у якій з сезону 2000—2001 року став гравцем основного складу, а з сезону 2001—2002 років і одним з кращих бомбардирів команди, відзначившись у цьому сезоні 11 забитими м'ячами. На початку 2003 року Помазанов грав у складі іншої команди другої ліги «Шахтар» з Луганська. На початку сезону 2003—2004 років Олександр Помазанов став гравцем команди першої ліги «Спартак» з Івано-Франківська, проте зігравши 1 матч чемпіонату за івано-франківську команду та 1 матч у складі її фарм-клубу «Спартак-2» з Калуша. футболіст повернувся до складу команди з Ровеньок, де знову став одним із найрезультативніших гравців команди. відзначившись 13 забитими голами протягом сезону.
У сезоні 2004—2005 року команда «Авангард-Інтер» з Ровеньок змінила прописку і назву на «Молнія» з Сєвєродонецька, й у складі цієї команди Помазанов залишався одним із самих найрезультативніших гравців команди, відзначившись за сезон 11 забитими м'ячами. Після розформування сєвєродонецької команди нападник перейшов до складу команди першої ліги «Геліос» з Харкова, де грав протягом сезонів 2005—2006 і 2006—2007 років з невеликою перервою, коли він грав у складі аматорської команди «Гірник» (Ровеньки). У 2007 році Помазанов перейшов до складу команди другої ліги «Шахтар» із Свердловська, в якому він грав до кінця 2010 року. З початку 2011 року футболіст грав у складі аматорської команди «Антрацит» з однойменного міста, а з 2013 року знову грав у складі аматорського ровеньківського «Гірника». Після початку війни на сході України Олександр Помазанов залишився на окупованій території, і з 2014 до 2017 року грав у турнірах на території так званої ЛНР, спочатку за ровеньківський «Гірник», а пізніше за свердловський «Шахтар».